# Palazzo Grumelli poi Pesenti
Palazzo Grumelli poi Pesenti si trova a Bergamo ai civici numeri 13 e 15 di via Porta Dipinta della parte alta della città, antica dimora dei conti Grumelli poi Pesenti.

## Storia
Il palazzo si trova in prossimità di piazza Mercato delle Scarpe e presenta la facciata cinquecentesca. Il palazzo, di cui non si conosce il progettista, era stato edificato su commissione dei fratelli Pietro e Marcantonio Grumelli, a Giacomo e Francesco Carrara di G. Antonio, che ne avevano curato la realizzazione, passando poi ai figli Gian Gerolamo e Marcantonio. Fu Marcantonio figlio di Giacomo, personaggio importante nella vita cittadina, a proseguire nei lavori di ampliamento sul lato est della proprietà: avendo egli tre figli maschi si era garantito la prosecuzione della famiglia. Dopo la sua morte nel 1542 i lavori di fermarono, i suoi figli erano ancora troppo giovani. Dei tre figli Gian Domenico si allontanò dall'abitazione prendendo residenza in una dimora differente. 
Marcantonio e Gian Gerolamo proseguirono nei lavori e nel 1560 decisero di dividere le proprietà in due parti, con l'aiuto dei periti cittadini Bartolomeo Cavazzi detto Morgante e Marco Foresti; a Gian Gerolamo fu assegnata la sezione in via Porta Dipinta. Fu proprio in questo tempo che i locali furono affrescati da Francesco Terzi, e il portale con le forme antropomorfe realizzato dal lapicida Battista Malossi di Gorlago. Non avendo Gian Gerolamo avuto figli maschi, alla sua morte l'immobile passò a diversi proprietari: tra questi anche membri dell'importante famiglia Colleoni, successivamente alla famiglia Ghisalberti e nel 1950 fu acquistato da Carlo Pesenti. L'immobile è tutelato dalla soprintendenza locale soggetto al Ministero dei Beni Culturali e vincolato di autorizzazione in ogni suo intervento a opera della soprintendenza.

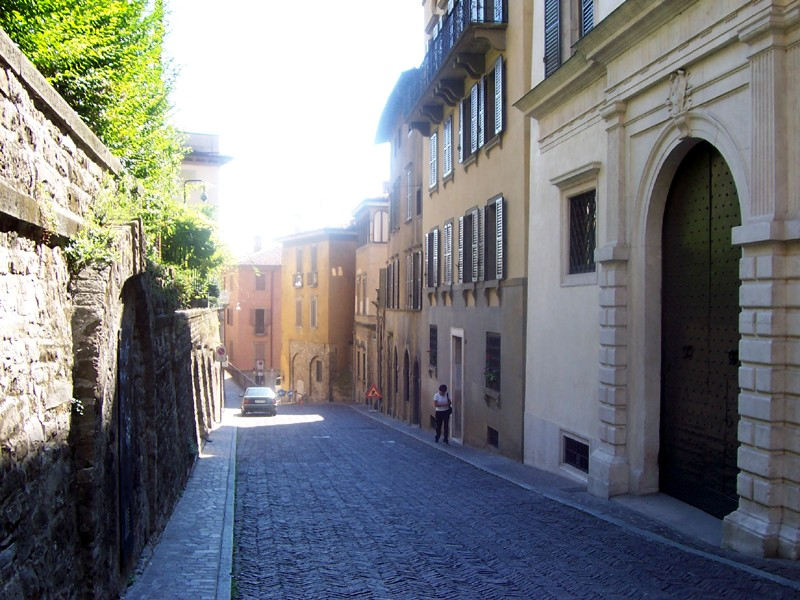
Facciata di palazzo Pesenti lungo via Porta Dipinta

L'immobile fu la residenza dalla poetessa Isotta Brembati, di cui si conservano due ritratti dell'albinese Moroni durante gli anni del suo secondo matrimonio, contratto a soli 27 anni con il conte Gian Gerolamo Grumelli, anche lui poi ritratto da Giovan Battista Moroni nel famoso dipinto Cavaliere in rosa, conservato poi nel palazzo Moroni posto sulla medesima via. La poetessa morì nel palazzo Grumelli la notte tra il 23 e il 24 febbraio 1586 mentre era a tavola con il marito: "...essendole caduta la goccia, e per ciò perduti tutti i sentimenti se n'è passata all'altra vita, e noi tutti rimasti sbigottiti e in pianto"

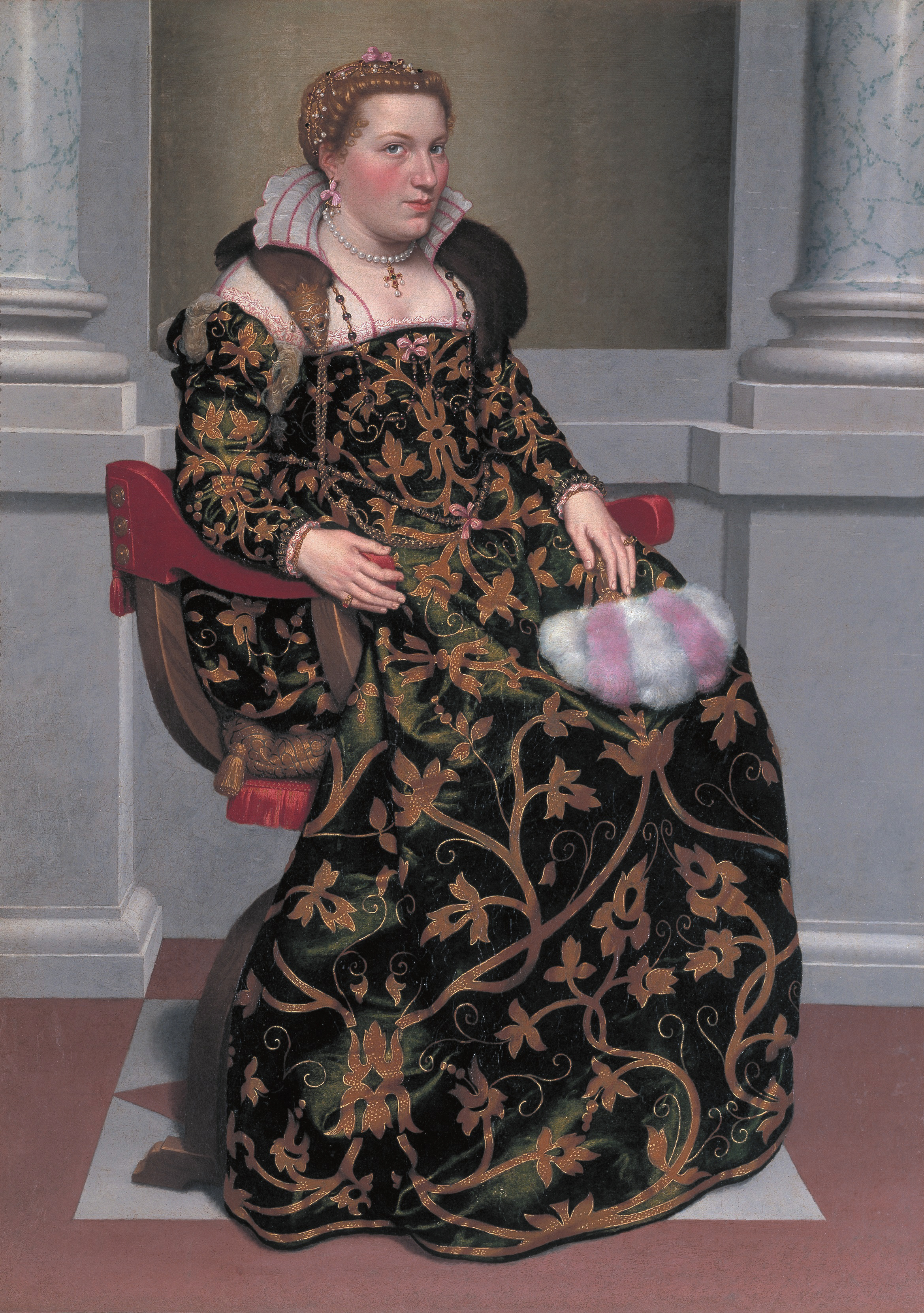
Ritratto di Isotta Brembati di Giovan Battista Moroni

L'immobile fu oggetto di rivisitazione architettonica nel Settecento sotto la guida dell'architetto Leopoldo Pollack e nella metà del Novecento sia per la parte interna che la facciata.
La famiglia Pesenti ne ha curato la ristrutturazione riportando l'immobile e le sue sale al loro aspetto originale.

## Descrizione
L'intero immobile si sviluppa su sette piani, tre posti nella parte inferiore sotto l'assetto urbano e altri quattro sopra. 
L'imponente facciata segue l'andamento della strada, e si sviluppa su due ordini divisi da una cornice d'ordine dorico aggettante a uso di parapetto. L'ordine inferiore ospita i due imponenti portali nonché tre aperture quadrate inferiori e altre tre superiori. I due portali in stile manieristico sono stato eseguiti dalla bottega di Battista Malossi di Gorlago e Alessandro Fantoni da Rosciano sono in marmo bianco di Zandobbio. Il portale superiore presenta ampie lesene che partendo dal piedistallo proseguono con un decoro dove appoggiano due sculture, una cariatide sul lato destro e un telamone sul lato sinistro: le due statue reggono una foglia di acanto, e sono l'unico esempio di scultura in Bergamo e sul territorio bergamasco raffigurante un soggetto maschile e uno femminile. Questi reggono la trabeazione che presenta nella chiave di volta lo stemma del leone rampante della famiglia Grumelli.
Il secondo portale, elegante ma molto più semplice, è di altezza superiore a causa della pendenza della vita e si presenta con lesene in forte bugnato che si assottiglia verso la volta. Era nel Cinquecento l'ingresso delle carrozze, che accompagnavano gli invitati fino al cortile interno. I due portali, sia per la loro conformazione che per il marmo che li rende particolarmente luminosi, sono tra i più eleganti della città orobica. Il portale conduce a un androne con volta a botte che conduce nel cortile interno.
I portali conducono al cortile interno a pianta rettangolare che presenta aperture ad arco rette da colonne complete di basamenti e capitelli in architettura corinzia. Le aperture si collegano al palazzo che presenta portali e finestre, alcune originali, altre realizzate in epoche successive alla costruzione dell'immobile che accompagnano nelle sale interne. Il piano nobile presenta l'importante loggiato che raddoppia le fornici del piano terra e aperto su tre lati con colonne sempre in marmo di Zandobbio complete di basamento e capitelli che riprendono quelli del piano terra. Segue poi il piano superiore con altrettante aperture di minor misura e a forma quadrata nella parte del sottotetto, tutte complete di cornici. Il frontone termina con l'ala aggettante poggianti su mensole. Situazioni che conferiscono una datazione dei primi decenni del Cinquecento, come molti palazzi presenti in via Pignolo di gusto rinascimentale.
Il palazzo ospita diverse sale tra le quali la sala d'onore dove è presente il camino sempre in marmo bianco di Zandobbio con il decoro raffigurante il blasone della famiglia Grumelli, con leone rampante, nonché un ulteriore ambiente completamente decorato con volta a ombrello. Questo si presenta a base di trapezio isoscele modificandosi poi con l'altezza delle pareti diventando a pianta quadrata e successivamente rotonda, con ben otto aperture ad arco grande e otto ad arco piccolo. La sala d'onore di ampie dimensioni e di importante altezza, più di sei metri, ospita importanti decori nel fregio che racconta su due pareti le storie di Mosè, mentre sugli altri due lati immagini non identificabili. L'importante soffitto sorretto da tre grandi travi complete di mensole è a cassettoni completo di circa trecento tavelle e da predelle ognuna raffigurante un soggetto differente riconducibili a simbologie oggetto di studio.
L'edificio, sul civico numero 11, ospita la cappella di famiglia.